# Guayabero
 I Guayabero sono un gruppo etnico della Colombia, con una popolazione stimata di circa 1061 persone. Questo gruppo etnico è per la maggior parte di fede animista e parla la lingua Guayabero (codice ISO 639: GUO).
Vivono lungo il fiume Guaviare, nei dipartimenti di Meta e Guaviare.